# Pitof
Pitof (cujo nome verdadeiro é Jean Christophe Comar) é um artista de efeitos visuais e diretor francês.
Dentre seus trabalhos, destacam-se Alien - A Ressurreição, Joana D'arc de Luc Besson e Asterix e Obelix Contra César. Sua estreia como diretor foi em Vidocq - O Mito (2001), tendo depois dirigido o péssimo Mulher-Gato (2004), que lhe rendeu uma Framboesa de Ouro. Seu próximo filme foi o policial Only in New York, no qual ele dirigiu Jim Caviezel.

## Filmografia como diretor
- Vidocq (2001)
- Catwoman (2004)
- Fire and Ice (2008) - TV
- Only in New York (2009)